# James Buchanan Duke
James Buchanan Duke (Durham, 23 dicembre 1856 – New York, 10 ottobre 1925) è stato un imprenditore statunitense attivo nel campo del tabacco e dell'elettricità.
È principalmente conosciuto per aver inventato i sistemi di produzione e marketing delle sigarette moderne, e per il suo impegno nella Duke University.

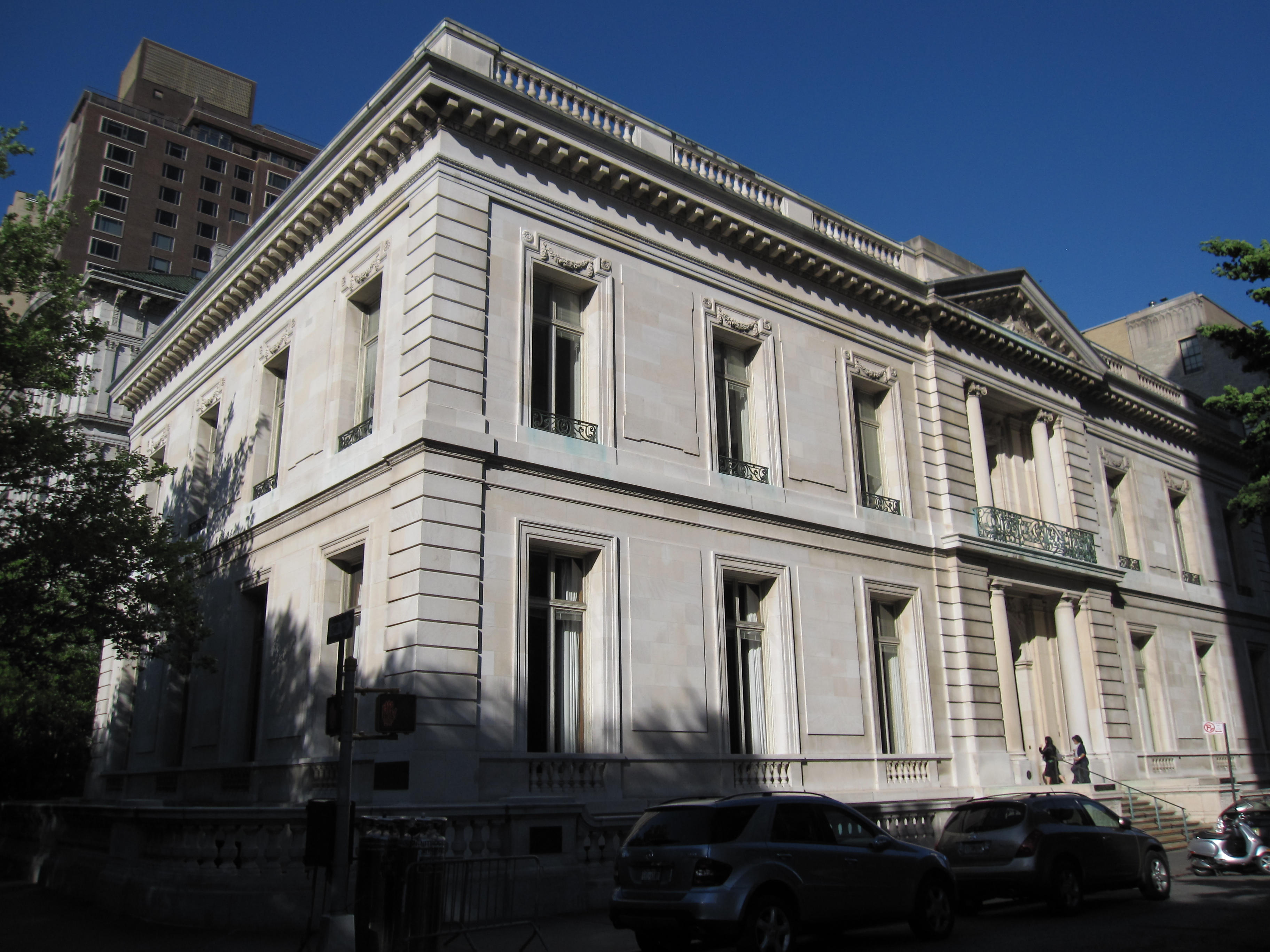
James B. Duke House sulla quinta Avenue (New York)

## Biografia

### Infanzia
James Buchanan Duke, conosciuto con il soprannome di "Buck", nacque a Durham (Carolina del Nord), il 23 dicembre del 1856 da Washington Duke e dalla sua seconda moglie, Artelia Roney Duke.

### Carriera professionale
Washington Duke (1820–1905), possedeva una industria di tabacco alla guida della quale sono succeduti i suoi figli, James Buchanan Duke e Benjamin Newton Duke (1855–1929), negli anni Ottanta del 1800. Nel 1885, James Buchanan Duke ottenne la licenza d'uso della prima macchina per la produzione automatica di sigarette (inventata da James Albert Bonsack), con la quale arrivò a rifornire il 40% del mercato americano già nel 1890. In quell'anno, Duke ottenne il controllo dei suoi quattro principali concorrenti riunendoli in un'unica entità, la American Tobacco Company rappresentando così un monopolio nel mercato americano delle sigarette.
All'inizio del 1900, Duke cercò di conquistare il mercato britannico come aveva fatto in America, costringendo i produttori inglesi, allora divisi, ad unirsi nella Imperial Tobacco Company of Great Britain and Ireland Ltd (Imperial Tobacco). Dopo due anni di intensa concorrenza in Gran Bretagna, Imperial Tobacco entrò nel mercato statunitense, costringendo American Tobacco ad arrivare ad un accordo. Con l'accordo le due società si spartirono i mercati: quello americano rimase in mano all'American Tobacco, mentre il mercato nei territori inglesi sarebbe rimasto in mano all'Imperial Tobacco. Una terza società, una join venture tra le prime due e chiamata British-American Tobacco Company avrebbe controllato il commercio del tabacco nel resto del mondo. Durante questo tempo, Duke venne più volte citato in giudizio da soci ed azionisti. Nel 1906, la American Tobacco Company venne dichiarata colpevole di violazioni delle norme antitrust, per questo le attività e i beni dell'azienda vennero divisi tra quattro società distinte: la stessa American Tobacco Company e le preesistenti R. J. Reynolds, Liggett & Myers e Lorillard.
Nel 1892, i Duke aprirono la loro prima azienda tessile in Durham (Carolina del Nord), che venne gestita da Benjamin Duke. Sul finire del secolo, Buck Duke creò la American Development Company per acquisire i diritti sulle terre e sull'acqua del fiume Catawba. Nel 1904, fondò la Catawba Power Company e l'anno successivo insieme al fratello fondò la Southern Power Company, spesso soprannominata Duke Power, che in seguito divenne la Duke Energy. L'azienda fornì l'energia elettrica all'industria tessile dei Duke e, nel giro di due decenni, le loro azienda elettrica crebbe al punto di essere in grado di fornire energia elettrica a più di 300 tra cotonifici ed altre industrie. Duke Power costruì una rete elettrica in grado di fornire elettricità a tutta la Regione Piedmont della Carolina del Nord e Carolina del Sud. Nel 1928 la società creo il Lago James (così chiamato in onore di Duke), un grande lago in cui immagazzinare acqua per la produzione di energia elettrica nella Carolina Nord Occidentale.

### Vita privata
Duke si sposò due volte, la prima nel 1904 con Lillian Fletcher McCredy da cui divorziò nel 1906 senza avere figli. Nel 1907 sposò la vedova Nanaline Holt Inman, con la quale ebbe il suo unico erede, una figlia, Doris, nata il 22 novembre 1912. Doris passò la sua infanzia nella Fattoria Duke situata a Hillsborough (New Jersey), dove suo padre lavorava con paesaggisti come James Greenleaf (un membro della società di Frederick Law Olmsted) e Orazio Buckenham per trasformare più di 8 km² di terreni agricoli e foreste in un paesaggio straordinario che includeva 2 serre, 9 laghi, 35 fontane, 45 edifici, innumerevoli sculture, più di 2 miglia (3 km) di muri in pietra e più di 18 miglia (29 km) tra strade e sentieri Duke morì a New York il 10 ottobre del 1925 e fu sepolto con il padre ed il fratello nella Memorial Chapel nel campus di Duke University.

### Filantropia
Nel dicembre del 1924, Duke fondò La Fondazione Duke, un fondo fiduciario di 40 milioni di dollari (circa 430 milioni di dollari al cambio del 2005), che in parte vennero assegnati al Trinity College. L'Università venne rinominata Duke University in onore di suo padre. Anche la libreria James B. Duke, la biblioteca principale della Furman University, porta il nome di Duke grazie ai suoi rapporti filantropici con detta università.
Alla sua morte, lasciò circa la metà del suo enorme patrimonio alla Fondazione Duke, che diede altri 67 milioni di dollari (circa 725 milioni di dollari al cambio 2005) al fondo fiduciario. Nelle sue volontà Duke specificò che voleva che la Fondazione utilizzasse quei soldi per sostenere la Duke University, il Davidson College, la Furman University, la Johnson C. Smith University, ospedali senza scopo di lucro, le case di bambini nelle due Carolina, le Chiese Metodiste della North Carolina, i pastori in pensione e le loro famiglie.
Il resto del patrimonio di Duke stimato in circa 100 milioni di dollari (circa 1 miliardo di dollari nel 2005), andò alla sua figlia dodicenne Doris, facendo di lei "la ragazza più ricca del mondo". Doris citò in giudizio la madre per il controllo dei terreni Duke e vinse. Associando la fattoria Duke ai bei ricordi del suo padre, Doris Duke apportò pochi cambiamenti importanti alla proprietà tra cui l'adeguamento delle serre di suo padre per creare i Display Gardens in suo onore.
In questi giardini venne esposta l'enorme collezione di sculture del padre e rimase aperta al pubblico dal 1964 fino a maggio 2008.